# Ghiacciaio Cooper
Il Ghiacciaio Cooper (in lingua inglese: Cooper Glacier) è un ghiacciaio tributario antartico, lungo 30 km, che fluisce verso nordest tra il Quarles Range e il Butchers Spur. Termina il suo percorso andando a entrare nel fianco meridionale del Ghiacciaio Axel Heiberg, nei Monti della Regina Maud, in Antartide.
Fu scoperto nel novembre 1929 durante uno dei numerosi voli sopra i Monti della Regina Maud, compiuti dall'esploratore polare statunitense Richard Evelyn Byrd nel corso della prima spedizione antartica. La denominazione fu assegnata dallo stesso Byrd in onore di Kent Cooper (1880-1965), corrispondente dell'agenzia di stampa Associated Press.